# La Chapelle-au-Riboul
La Chapelle-au-Riboul è un comune francese di 521 abitanti situato nel dipartimento della Mayenne nella regione dei Paesi della Loira.

## Società

### Evoluzione demografica
Abitanti censiti